# Wahlkreis Dresden IV
Der Wahlkreis Dresden IV war ein Landtagswahlkreis zur Landtagswahl in Sachsen 1990, der ersten Landtagswahl nach der Wiedergründung des Landes Sachsen. Er hatte die Wahlkreisnummer 42. Für die Landtagswahlen 1994 wurde auch infolge der Kreisreform die Wahlkreisstruktur verändert, zudem wurde die Zahl der Wahlkreise von 80 auf 60 verringert. Das Gebiet des Wahlkreises Dresden IV wurde Teil einer der sechs Wahlkreise auf Dresdener Stadtgebiet.
Das Wahlkreisgebiet umfasste Teile des Stadtbezirks Süd mit den Wohnbezirken 601 bis 632, 638, 648 bis 652, 656 bis 663 sowie 704 bis 713.

## Ergebnisse
Die Landtagswahl 1990 fand am 14. Oktober 1990 statt und hatte folgendes Ergebnis für den Wahlkreis Dresden IV:
| Direktkandidat | Partei (Kürzel) | Erststimmen (%) | Zweitstimmen (%) |
| -------------- | --------------- | --------------- | ---------------- |
|                | DA              | -               | 00,6             |
| Erich Iltgen   | CDU             | 47,1            | 49,6             |
|                | Chr. L          | -               | 00,4             |
|                | DBU             | 00,7            | 00,5             |
|                | DSU             | 04,9            | 03,2             |
|                | F.D.P.          | 04,6            | 04,0             |
|                | LL-PDS          | 17,3            | 16,4             |
|                | NPD             | -               | 00,9             |
|                | FORUM           | 11,5            | 09,1             |
|                | RAP             | -               | 00,1             |
|                | SHB             | -               | 00,1             |
|                | SPD             | 13,8            | 15,1             |

Es waren 46.331 Personen wahlberechtigt. Die Wahlbeteiligung lag bei 71,6 %. Von den abgegebenen Stimmen waren 1,8 % ungültig. Als Direktkandidat wurde Erich Iltgen (CDU) mit 47,1 % aller gültigen Stimmen gewählt.